# Synthesizer V Studio 2
Synthesizer V Studio 2 Pro (abreviado como SynthV2 o SV2/SVS2) es la tercera generación del motor de síntesis vocal Synthesizer V y el sucesor de Synthesizer V Studio, desarrollado por Dreamtonics Co., Ltd. El software fue anunciado en diciembre de 2024 junto con actualizaciones para las bases de voz Natalie, Sheena y Felicia, y se lanzó el 21 de marzo de 2025. 
Con la compra de Synthesizer V Studio 2 Pro, los usuarios pueden elegir una de tres bases de voz iniciales de forma gratuita: Mai 2 (una base de voz femenina compatible con japonés y versión mejorada de Mai), Liam (una base de voz compatible con inglés) y Mo Xu (una base de voz compatible con chino mandarín).

## Historia
El software fue anunciado como en producción el 24 de diciembre de 2024 a través de un tuit de la cuenta oficial de Twitter de Dreamtonics Co., Ltd. y, al mismo tiempo, se informó que sería presentado durante el próximo NAMM Show 2025 en el Anaheim Convention Center, programado del 23 al 25 de enero. Se anunciaron simultáneamente actualizaciones para bases de voz anteriores de Dreamtonics, incluyendo Natalie 2, Sheena 2 y Felicia 2.
Una publicación prematura en Amazon Japón (que posteriormente fue retirada) reveló que el lanzamiento de Synthesizer V Studio 2 Pro estaba previsto para el 21 de marzo de 2025.
El 13 de febrero, se abrieron las reservas para Synthesizer V Studio 2 Pro y varias bases de voz AI de Synthesizer V 2 en la tienda internacional de Dreamtonics y en la tienda de AH-Software Co. Ltd., con la fecha de lanzamiento confirmada para el 21 de marzo, según la publicación de Amazon Japón (que fue restablecida al día siguiente). En la tienda de Dreamtonics, SVS2 Pro se ofreció (solo en formato de descarga digital) como editor independiente y en un paquete con cualquier base de voz AI de SV2 elegida por el usuario. También se ofreció, por tiempo limitado, una versión de actualización con un descuento considerable para los propietarios registrados del editor Synthesizer V Studio Pro, que dejaría de estar a la venta en cuanto se lanzara la nueva versión.
En la tienda de AHS, se ofrecieron tanto ediciones físicas como digitales del editor SVS2 Pro, así como un paquete de inicio exclusivo en formato físico que, al igual que el anterior SVS Pro Starter Pack (también programado para ser retirado el 21 de marzo), incluiría un cupón canjeable (una vez lanzado) por cualquier base de voz digital de una lista aprobada por AH-Software. Esta lista no solo incluía voces AI de Synthesizer V 2, sino también voces de Synthesizer V Standard y Synthesizer V AI diseñadas originalmente para el antiguo editor SVS Pro.

## Características
El 25 de enero de 2025, Dreamtonics publicó un video titulado "Synthesizer V Studio 2: Exclusive Preview", en el que se mostró una versión en desarrollo del software. A continuación, se presenta una lista no exhaustiva de las funciones exhibidas en el video:
- Modos de canto y rap en el panel de notas (el modo de tono manual presente en Synthesizer V Studio 1 no está incluido).[9]
- Posibilidad de dibujar manualmente curvas de tono que influyen en la generación de tono y en las repeticiones con IA.[10]

El 13 de febrero de 2025, Dreamtonics publicó un comunicado de prensa detallando todas las nuevas funciones que ofrece Synthesizer V Studio 2.

### Mejora en la calidad vocal y la dinámica
Los modelos actualizados en Synthesizer V Studio 2 Pro replican con mayor precisión la dinámica de la voz humana, lo que resulta en una mayor sensación de presencia con más detalles finos. Esta mejora se logra sin comprometer la precisión en la pronunciación y el tono. Además, la conservación de la dinámica permite que las repeticiones con IA generen opciones más diversas, ofreciendo a los usuarios más alternativas para alcanzar el patrón deseado.

### Optimización masiva
Gracias a un diseño mejorado de los algoritmos y un soporte de subprocesos múltiples optimizado, Synthesizer V Studio 2 Pro procesa hasta un 300 % más rápido que su predecesor. Este aumento significativo en la velocidad se logra sin necesidad de una GPU dedicada o hardware de aceleración, lo que permite un uso fluido sin conexión.

### Panel de temporización de fonemas
El nuevo panel de temporización de fonemas permite redimensionar y ajustar directamente la intensidad de los fonemas dentro de una nota. Para ciertos sonidos consonánticos, el panel ofrece un control preciso más allá del nivel de fonema, permitiendo ajustes detallados en el tiempo y la prominencia de los ataques explosivos.

### Modos vocales mejorados
Las voces actualizadas en Synthesizer V ahora cuentan con modos vocales más distintivos, con la capacidad de asignar modos separados al tono, el timbre y la pronunciación. Esto permite a los usuarios crear estilos de canto más matizados al combinar diferentes modos, como emparejar un tono "poderoso" con un timbre "intenso" y una pronunciación "suave". Al separar estos elementos, los usuarios pueden generar voces significativamente más realistas y expresivas, adaptadas al tono y estilo de su música.

### Retakes de IA de temporización y Pad de Expresión
Ahora, las repeticiones con IA están integradas en el panel de notas, permitiendo rehacer la temporización de fonemas con un solo clic, además de su funcionalidad previa. El Pad de Expresión ofrece una forma práctica de modular el comportamiento de la generación de tono.

### Controles de tono inteligente
El nuevo sistema de Controles de Tono Inteligente permite a los usuarios moldear con precisión las expresiones tonales de manera rápida e intuitiva. Al ingresar ubicaciones clave para los cambios de tono deseados, el sistema genera curvas naturales que reflejan fielmente las intenciones del usuario en tiempo casi real. Esta herramienta intuitiva permite a los usuarios habituales lograr expresiones tonales detalladas con una mínima edición, mientras que los usuarios avanzados pueden crear estilos de canto complejos y realistas.

### Parámetro de apertura de boca
Se ha añadido un nuevo parámetro sin precedentes a las voces actualizadas: Apertura de Boca, que modifica fundamentalmente la pronunciación de las vocales. Este control intuitivo permite a los usuarios acentuar palabras específicas o modificar sutilmente el inicio o el final de una frase, agregando profundidad y expresividad a la voz sintetizada.

### Soporte para coreano
Synthesizer V Studio 2 Pro introduce el coreano como nuevo idioma para la síntesis de voz. Además, el coreano estará disponible como opción en la síntesis multilingüe para todas las voces actualizadas.

### Compatibilidad con versiones anteriores
Synthesizer V Studio 2 Pro será compatible con las voces de la versión 1 a través de actualizaciones de compatibilidad para cada una de ellas, cuyo lanzamiento está programado para el 21 de marzo de 2025. Para acceder a estas actualizaciones, los usuarios deberán crear una cuenta dedicada de Dreamtonics y registrar sus productos existentes.

### Tabla de compatibilidad de voces
Las actualizaciones de compatibilidad no admitirán algunas de las nuevas funciones introducidas en la versión 2. Para obtener información detallada sobre la compatibilidad de funciones, se recomienda consultar la tabla correspondiente.
La versión estándar (no AI) de Saki de la versión 1 recibirá una actualización con modelos reentrenados, convirtiéndola efectivamente en una voz basada en IA (similar al concepto de bases de voz Synthesizer V Plus). La voz actualizada tendrá las mismas especificaciones que las actualizaciones de compatibilidad para otras voces de la versión 1. Los planes para actualizaciones de compatibilidad de voces no desarrolladas por Dreamtonics se anunciarán por separado a través de los socios de la empresa.
| Función                           | Estado de compatibilidad en las actualizaciones (voces de la versión 1)                                                      |
| --------------------------------- | --- |
| Mejoras en calidad y velocidad    | Mejoras moderadas |
| Modos vocales                     | Limitado solo al timbre; sin soporte para tono o pronunciación                                                               |
| Panel de temporización de fonemas | Limitado a temporización e intensidad de fonemas; sin soporte para ajustes detallados de consonantes                         |
| Pad de expresión                  | Efectividad limitada |
| Repeticiones con IA (AI Retakes)  | Efectividad limitada para retakes de timbre; sin soporte para retakes de temporización                                       |
| Controles de tono inteligente     | Sin soporte para puntos de control inteligentes; las curvas dibujadas por el usuario anularán el tono sin afectar el entorno |
| Parámetro de apertura de boca     | Sin soporte |
| Síntesis multilingüe para coreano | Sin soporte |

## Actualizaciones

#### Synthesizer V Studio 2.0.0 - 21 de marzo de 2025 (build 131072)
- Versión original de Synthesizer V Studio 2 lanzada al público.

#### Synthesizer V Studio 2.0.1 - 21 de marzo de 2025 a las 19:00 JST (build 131073)[20]
- Esta actualización fue emitida por Dreamtonics Co., Ltd. para corregir fallos y problemas relacionados con las curvas de control de tono.

Correcciones de errores:
- Se corrigió un error que provocaba que Synthesizer V Studio 2 Pro se bloqueara al abrir o importar un proyecto creado originalmente en Synthesizer V Studio versión 1, o al importar archivos MIDI con ciertas letras. Este error afectaba proyectos con largos silencios y aquellos con pistas o grupos que comenzaban con una nota legato.
- Se solucionó un problema con el modo de curva de tono que causaba que curvas muy largas que abarcaban múltiples notas fueran parcialmente ignoradas por el motor. Este error ocurría al importar un proyecto de la versión 1 a Synthesizer V Studio 2 Pro, cambiar al modo de curvas de tono y dibujar curvas sobre las notas; las curvas finales no seguían lo dibujado, sino que aparecían con un desplazamiento en relación con la entrada del usuario.

#### Synthesizer V Studio 2.0.2 - 22 de marzo de 2025 (build 131074)[21]
- Segunda actualización del programa para abordar más casos de fallos, problemas de compatibilidad con versiones del sistema operativo y correcciones en el comportamiento irregular del control de tono.

Correcciones de errores:
- Se corrigieron problemas de compatibilidad con versiones antiguas de Windows 10.
- Se solucionaron problemas de compatibilidad con macOS Big Sur.
- Se corrigieron bloqueos al renderizar ciertas posiciones en proyectos que contenían notas legato y silencios.
- Se solucionaron fallos al cargar una voz en una pista con letras que contenían bytes UTF-8 inválidos.
- Se corrigió el parámetro de cambio de tono (key shift) que no funcionaba correctamente.
- Se solucionó un error en la pronunciación de una palabra en el diccionario de chino.
- Se corrigió el problema con la función "Trace Pitch Into Control Points", que no respondía al parámetro de desviación de tono.
- Se solucionaron problemas al dibujar curvas de tono con trazos muy rápidos, que causaban superposiciones con curvas ya existentes.
- Se corrigió un problema en el que los puntos de control de tono generaban notas desafinadas en grupos con notas de tono muy alto o muy bajo.

## Requisitos
Sistemas operativos compatibles:
- Windows 11/10 (64 bits)[22]
- macOS X 10.13 o posterior (AHS Store recomienda macOS 11 o posterior)[23]

Procesador:
- Intel Core i5 (4ta generación o más reciente recomendado por AHS Store)
- AMD Ryzen equivalente
- Apple Silicon M1 o más reciente

Memoria RAM:
- 4 GB o más

Almacenamiento:
- 1 GB mínimo (espacio requerido para una base de datos de voz)
- Se necesita más espacio según la cantidad de bases de datos de voz instaladas

Otros requisitos:
- Dispositivo de audio
- Conexión a internet
- Correo electrónico válido (se requiere una cuenta en Dreamtonics para usar el producto)

## Lanzamientos

### Versiones completas
Las versiones completas son las versiones de pago de las bases de datos de voz (con la posible excepción de Mai, Mo Xu y Liam; todos los usuarios de Synthesizer V Studio 2 Pro pueden descargar gratuitamente una de estas tres tras adquirir una licencia permanente del software).

### Paquetes de inicio (Starter Pack)
Son las versiones completas que pueden adquirirse junto con el Synthesizer V Studio 2 Pro a un precio con descuento.
Los Paquetes de Inicio de Bushiroad Inc. Studio Pro e Internet Co. Ltd. consisten en las bases de datos de voz junto con el editor SVS2 Pro; están disponibles tanto como paquetes físicos como descargas digitales.
Los Paquetes de Inicio de Dreamtonics y los Sets de Taobao consisten en las bases de datos de voz junto con el editor SVS2 Pro en una única descarga digital; no están disponibles como paquetes físicos.
Los paquetes de inicio de AH-Software son solo bases de datos de voz independientes que se pueden descargar de forma gratuita desde la tienda AHS después de canjear el cupón incluido en el Paquete de Inicio físico de Synthesizer V Studio 2 Pro. Solo se puede descargar uno de ellos por cada cupón de Paquete de Inicio.
Nota: No todas las bases de datos de voz tienen un Paquete de Inicio.

## Demostraciones
- Synthesizer V Voice Kevin 2 Demo - Stir Crazy - Dreamtonics Co., Ltd.
- Synthesizer V Voice Felicia 2 Demo - Show Me - Dreamtonics Co., Ltd.
- Synthesizer V Voice Mai 2 Demo - Merry-Go-Round - Dreamtonics Co., Ltd.
- Longing Stars - UNI Synthesizer V Studio 2 English Demo - STMEDiA
- Respuesta Crepuscular - Synthesizer V GALENAIA Showcase - Eclipsed Sounds
- 【歌声合成ソフト】「Synthesizer V 2 AI 宮舞モカ」ボーカルスタイル紹介動画 (Video de introducción al estilo vocal "Synthesizer V 2 AI Miyamai Moka") - AH-Software